# مائور پارک

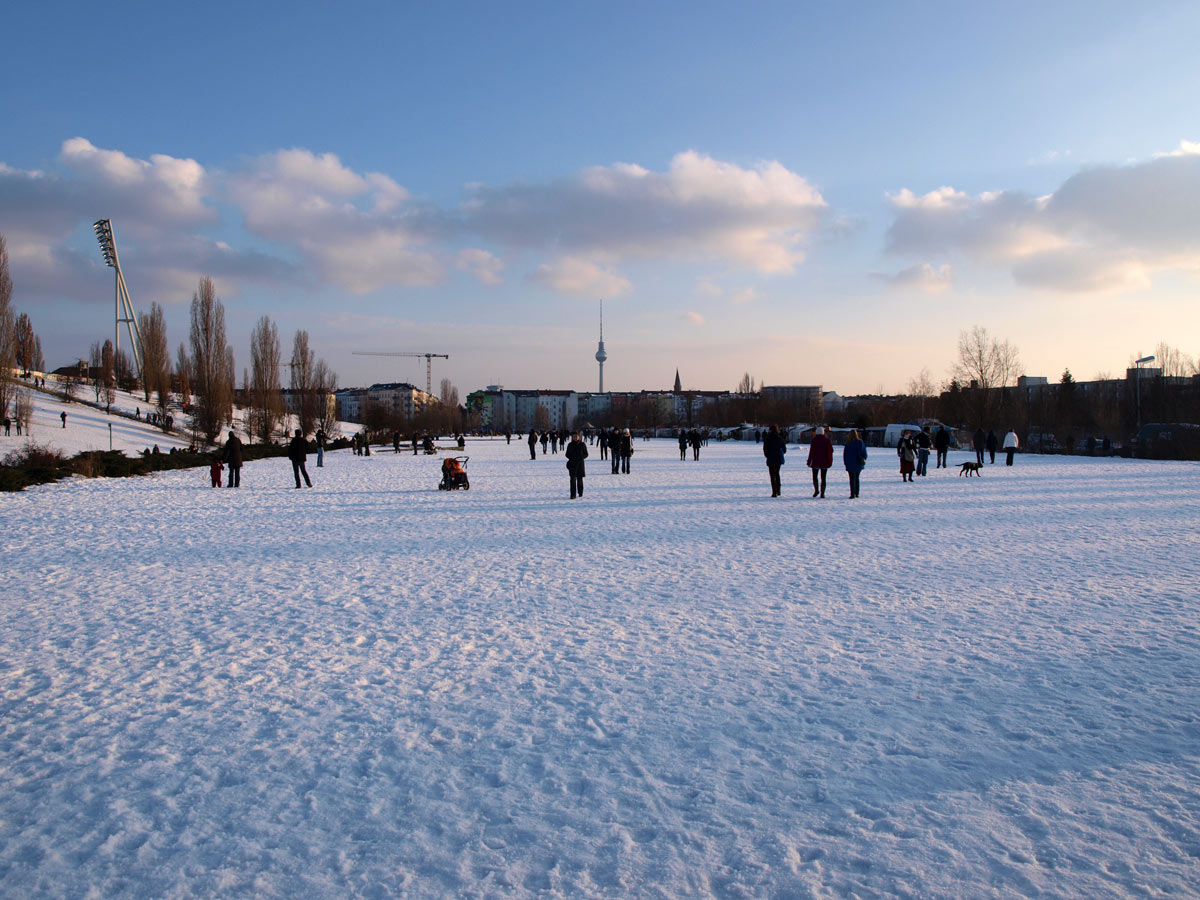
مائور پارک در زمستان ۲۰۱۰

مائور پارک (Mauerpark) یا پارک حصار یک پارک خطی عمومی در منطقه پرنتسلاوربرگ در برلین است. نام این پارک به «پارک دیوار» یا پارک حصار ترجمه می‌شود، این پارک در دوره جنگ سرد بخشی از دیوار برلین و نوار مرگ آن بود که در مرز منطقه پرنتسلاوربرگ و گزودبرونن در برلین غربی سابق واقع شده‌است. .

## نوردبانهوف قدیمی
در قرن ۱۹ و ۲۰، محل کنونی مائور پارک به عنوان ایستگاه قطار نوردبانهوف قدیم ("ایستگاه راه آهن شمال") مورد استفاده قرار می‌گرفت، پایانه جنوبی راه‌آهن شمالی پروس در ۱۸۷۷–۷۸ افتتاح شد، که برلین را به شهر استرالسوند و دریای بالتیک متصل می‌کرد. کمی بعد از آن با تأسیس ایستگاه قطار اشتتینربانهوف در همان منطقه، نوردبانهوف از رونق افتاد و بعنوان انبار مورد استفاده قرار گرفت. در سال ۱۹۵۰ به دلیل تردد زیاد مسافران و قطارها در ایستگاه اشتتینربانهوف، این ایستگاه نام نوردبانهوف را به خود گرفت و ساختمان قدیمی نوردبانهوف بعد از ساختن دیوار برلین بطور کامل بسته شد.

## برلین تقسیم شده
در سال ۱۹۴۶، با تقسیم برلین به چهار منطقه اشغالی، زمین ایستگاه نوردبانهوف قدیمی که از خیابان برنائور تا خیابان کپنهاگنر امتداد داشت، بین بخشهای فرانسه و شوروی تقسیم شد. پس از ساخت دیوار برلین، زمین ایستگاه در نوار مرگ دیوار برلین واقع شد که آن را از هر دو سو دیوار برلین با برج‌های دیده‌بانی، سیم‌خاردار و سگ‌های وحشی احاطه کرده بودند. یکی از سکوهای مشاهده، که ساکنین برلین غربی می‌توانستند از دیوار به داخل برلین شرقی نگاه کنند، در این مکان قرار داشت. در سال‌های بعد از آن قسمت غربی باقیمانده ایستگاه به انبار کالا و منطقه تجاری تبدیل شد.

پارک حصار

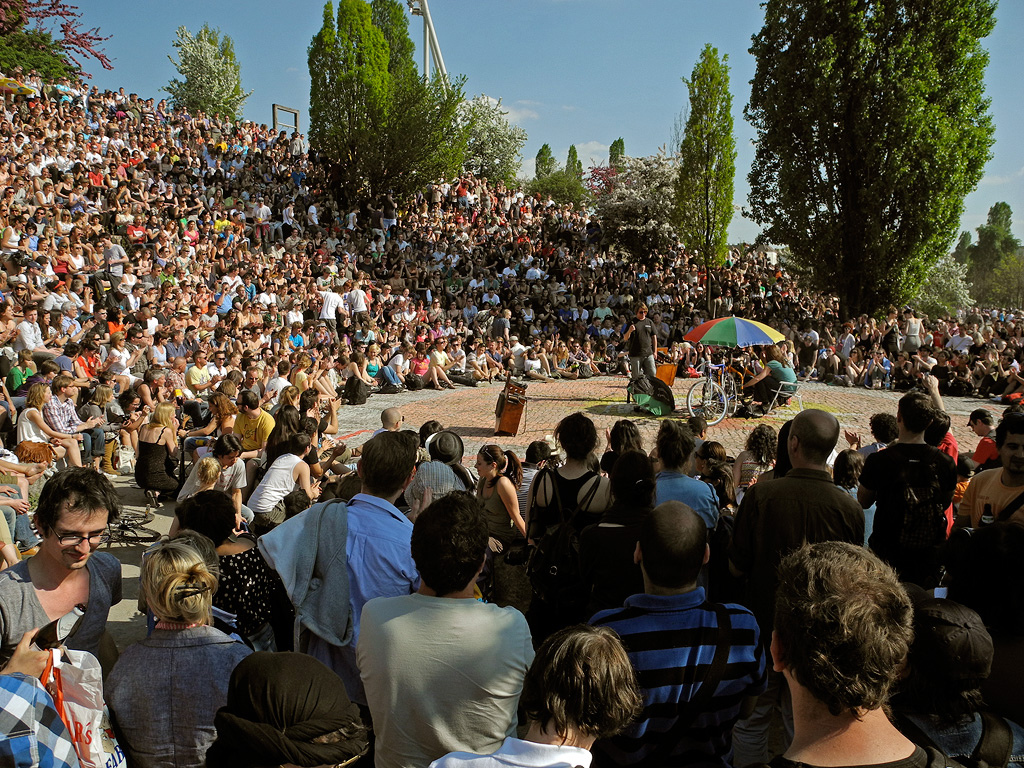
کارائوکه اوپن ایر در پارک حصار

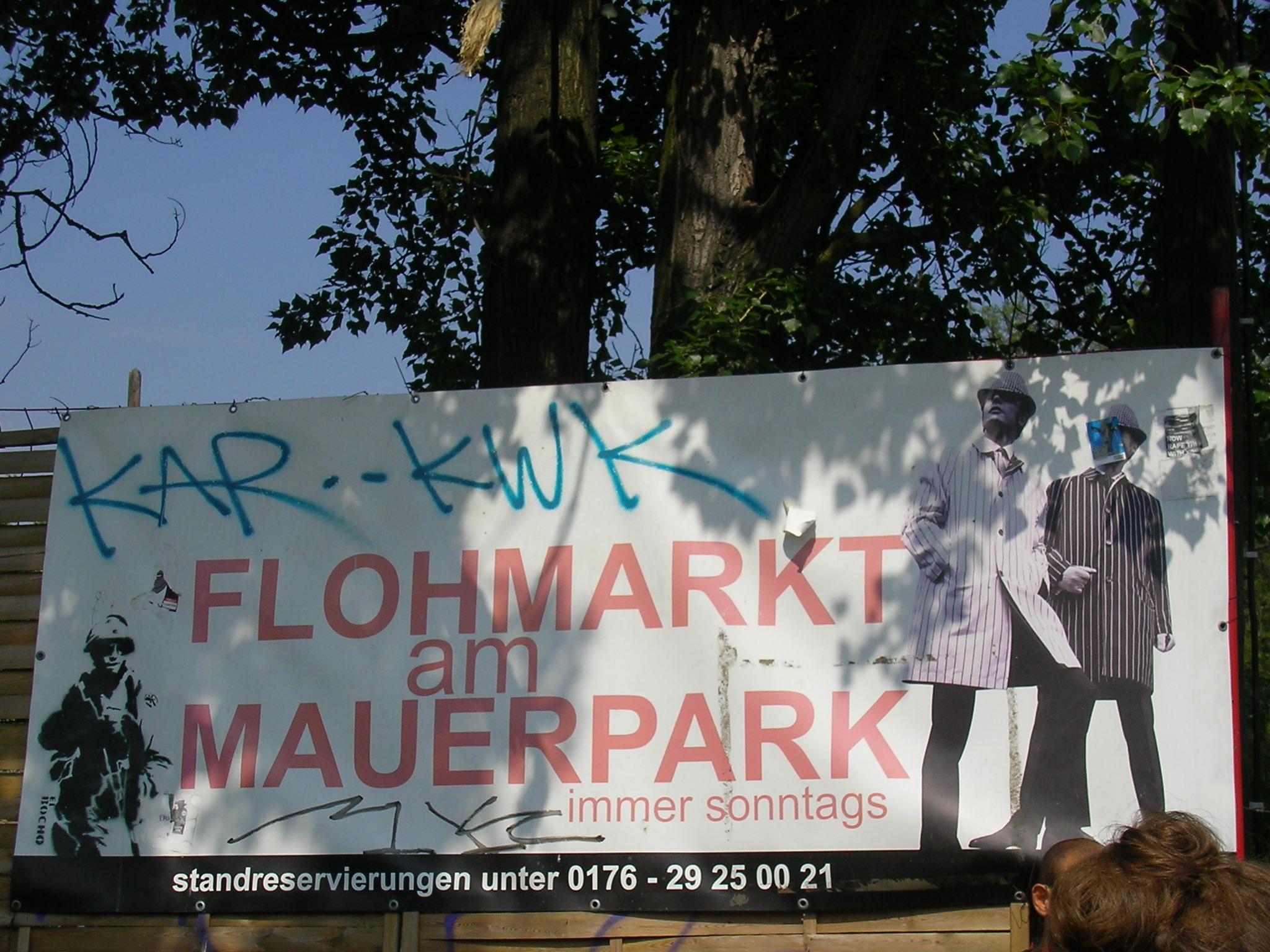
بازار اجناس دست دوم MauerPark

پس از سقوط دیوار برلین در سال ۱۹۸۹، ساکنین برلین بطور خودجوش از نوار مرگ دیوار برلین بعنوان فضای عمومی استفاده کردند و کمی بعد این فضا، یکی از چندین فضای سبز عمومی در برلین به حساب آمد. با پرداخت ۴/۵ میلیون مارک از صندوق محیط زیست آلیانز، مائور پارک در نیمه شرقی ایستگاه قطار سابق ساخته شد. با این حال، نیمه غربی که هنوز به انجمن املاک و مستغلات Bundeseisenbahnvermögen تعلق داشت، همچنان به عنوان یک منطقه تجاری باقی مانده و از سال ۲۰۰۴ به عنوان محلی برای یک بازار اجناس مستعمل در کنار پارک مورد استفاده قرار می‌گیرد. تلاش‌ها برای متصل کردن قسمت غربی به پارک در قسمت شرقی تاکنون ناموفق بوده‌است.
امروزه این پارک یکی از محبوب‌ترین مکان‌ها برای ساکنان جوان برلین، به ویژه از منطقه مدرن پرنتسلاور برگ است و بازیکنان بسکتبال و نوازندگان خیابانی و بسیاری از افراد دیگر را از سایر نقاط برلین به خود جذب می‌کند. این یک مکان تفریحی شلوغ و محلی برای شب‌نشینی، به ویژه در تابستان است، و همچنین به خاطر شب‌های والپورگیس در سالهای اخیر مشهور شده‌است. در کنار پارک دو استادیوم وجود دارد از جمله فردریش-لودویگ-یان-اسپورت پارک و ماکس-اشملینگ-هاله، که خانه چندین تیم ورزشی محلی برلین هستند.
یک نوار ۸۰۰ متری از دیوار برلین امروزه به عنوان یک بنای یادبود در پارک قرار گرفته‌است و مکانی محبوب برای نقاشی و نمایش آثار هنرمندان گرافیتی‌کار است.